# Siamogale melilutra
Espèce
Siamogale melilutra est une espèce éteinte de loutres ayant vécu au Miocène supérieur (Messinien), il y a 6,2 millions d'années, dans la province chinoise du Yunnan.

## Description
Le crâne montre une combinaison de caractères crâniens et dentaires semblables à ceux des loutres et semblables à ceux des blaireaux. La nouvelle espèce appartient aux Lutrinae en raison de la présence d'un large canal infraorbital et ventral expansion of the mastoid process, entre autres traits.
Les Siamogale melilutra pesaient environ 50 kilogrammes et faisaient la taille d'un loup. Ces mammifères étaient donc bien plus grands que les loutres géantes actuelles (Pteronura brasiliensis), qui pèsent rarement plus d'une trentaine de kilogrammes, et deux à trois fois plus grands que n'importe quelle espèce de loutres modernes. Les restes du crâne ont été trouvés en Chine et ont été étudiés par tomodensitométrie, technique capable d'imager le squelette sans l'endommager.

## Systématique
Le nom générique, Siamogale, a été créé en 1983, lors de la description de Siamogale thailandica par Ginsburg, Ingavat (d) & Tassy (d). 
L'épithète spécifique, melilutra, est pour sa part un nom composé attribué par Wang et al. en 2017 et constitué des deux mots latins meles, « blaireau », et lutra, « loutre ».

## Publication originale
- (en) Xiaoming Wang, Camille Grohé, Denise F. Su, Stuart C. White, Xueping Ji, Jay Kelley, Nina Jablonski, Tao Deng, Youshan You et Xin Yang, « A new otter of giant size, Siamogale melilutra sp. nov. (Lutrinae: Mustelidae: Carnivora), from the latest Miocene Shuitangba site in north-eastern Yunnan, south-western China, and a total-evidence phylogeny of lutrine », Journal of Systematic Palaeontology, Taylor & Francis, vol. 16, no 1,‎ 22 janvier 2017, p. 39-65 (ISSN 1477-2019 et 1478-0941, DOI 10.1080/14772019.2016.1267666).